# Wolf Vostell
Wolf Vostell est un artiste allemand né à Leverkusen le 14 octobre 1932, mort à Berlin en 3 avril 1998.
Il est peintre et sculpteur. Il est également considéré comme l'un des pionniers de l’installation, de l’art vidéo, de l’happening et du mouvement Fluxus. Des techniques comme l’estompage ou le Dé-coll/age sont des caractéristiques de ses œuvres, de même que l’encastrement dans du béton.

## Biographie
Wolf Vostell était le fils de Hubert Schäfer (1896-1980) et de sa femme Regina Schäfer (1901-1975), née Vostell.
En 1939, ses parents ont déménagé avec lui et sa jeune sœur Isolde dans les Sudètes, où ils ont passé les années de guerre à Komotau. En 1945, après la libération de l'Allemagne du national-socialisme, la famille est retournée à Leverkusen. En tant qu'étudiant, il a dessiné à l'encre et à l'aquarelle de 1945 à 1950. En 1952, il a pris le nom de jeune fille de sa mère.
En 1958, il rencontre la jeune enseignante Mercedes Guardado Olivenza en Guadeloupe et en tombe amoureux. En 1959, ils se marient tous deux à Cáceres, puis partent pour Cologne. Pour lui, elle était « muse, mère, modèle, collaboratrice la plus proche, fondatrice de musée, entrepreneur familial » comme le montre son exposition.
En 1960, Mercedes Vostell et Wolf Vostell ont eu leur premier fils, David Vostell. Cinq ans plus tard, le deuxième fils, Rafael Vostell, est né.
En 1974, Vostell a visité le village ouest-espagnol de Malpartida de Cáceres en Estrémadure et le paysage rocheux voisin de Los Barruecos. Les étranges blocs de granit lui rappelaient ses propres sculptures en béton et il a déclaré que l'endroit était une "œuvre d'art de la nature". Au milieu de ce paysage "surréaliste" se trouve le site du "Lavadero de Lanas", une blanchisserie de laine du XVIIIe siècle. Conformément à sa conception de l'art, l'art est la vie, la vie est l'art, il a décidé d'y établir un "lieu de rencontre pour l'art, la vie et la nature".
L'idée d'un "musée pour le concept de l'art de la seconde moitié du XXe siècle" est née, et donc 1974 a été aussi l'année de fondation du musée pour le visionnaire Vostell. Vostell a trouvé en la personne du maire un partisan qui a également réussi à convaincre le conseil municipal, initialement sceptique, de soutenir le projet. En 1976, la municipalité a acquis la zone du Lavadero et l'a mise à la disposition de l'artiste avec une partie voisine du Barruecos.
En octobre 1976, le musée Vostell-Malpartida (MVM) a finalement été inauguré avec la sculpture d'action VOAEX (Viaje de (H)ormigon por la Alta Extremadura / Voyage en béton à travers la Haute-Estrémadure), une Opel Admiral enchâssée dans le béton au milieu de roches de granit. Vostell a créé plusieurs autres œuvres spécialement pour ce musée, comme l'installation Requiem pour les oubliés ou La fin de Parzival (El Fin de Parzival), un rideau de 20 motos basé sur une idée de Salvador Dali. À la fin de 1993, il considère que la construction du musée est terminée. La collection du musée comprend environ 50 œuvres de Vostell datant de quatre décennies : sculptures, reliefs, peintures, dessins et installations.
En 1977, Mercedes et Wolf Vostell ont acheté l'hôtel particulier mal conservé du XVIIIe siècle, le Palacio de Topete, à Malpartida de Cáceres, et l'ont rénové petit à petit. En janvier 1978, Vostell y a organisé la Semaine d'art contemporain (SACOM), l'une des premières expositions d'art contemporain en Estrémadure, intitulée Coexistence. Ainsi, ce village est devenu sa seconde maison à côté de Berlin. Pendant le reste de sa vie, il resta lié au village et fit constamment la navette entre Berlin et Malpartida.
En 1996, son unique petit-fils, Levin Vostell, est né.
En 1998, Wolf Vostell est mort d'un arrêt cardiaque lors d'un séjour à Berlin. Sa tombe se trouve, selon son souhait, sur le Cementerio de la Almudena à Madrid.
Par la suite, sa femme a pris la direction artistique du musée et a assuré la conservation de la succession de son mari. Mercedes Guardado Olivenza Vostell, comme son nom complet, utilise parfois une forme plus courte : "Mercedes Guardado de Vostell", un petit jeu de mots utilisant son prénom, qui correspond au participe parfait du mot espagnol guardar et a le sens de tenir, conserver ou garder. Elle devient ainsi littéralement la "gardienne de Vostell". Le principe de préservation se retrouve également dans la biographie qu'elle a publiée en espagnol en 2011 et en allemand en 2012.

## Travail artistique
À partir de 1950, Vostell met en œuvre ses premières idées artistiques. En 1953, il commence l'apprentissage de la lithographie et fréquente l'école des arts et métiers  de la Bergische Universität avec Ernst Oberhoff à Wuppertal. Le 6 septembre 1954 à Paris, il découvre le mot "décollage" (c'est-à-dire décoller, desserrer, décoller le collé, séparer) sur la page de couverture du Figaro, qui a été utilisé en relation avec le crash d'un Lockheed Super Constellation sur le Shannon. Vostell a changé l'orthographe en Dé-coll/age et a appliqué le terme aux déchirures et happenings de son affiche. Pour Wolf Vostell, Dé-coll/age est devenu un principe de design et un concept global d'art.
En 1955-1956, il fréquente l'École nationale supérieure des beaux-arts de Paris et, en 1957, l'Académie des beaux-arts de Düsseldorf. L'œuvre Das Theater ist auf der Straße de Vostell, qui date de 1958 à Paris, a été sa première intervention artistique en Europe. Sa performance Cityrama de 1961 à Cologne a été le premier happening en Allemagne. Vostell a produit des objets avec des téléviseurs et des pièces détachées de voiture. Influencé par le travail de Karlheinz Stockhausen dans le studio électronique de la WDR, les TV-Dé-coll/agen électroniques ont été produites en 1959. Cela a marqué le début de son implication dans le mouvement Fluxus, qu'il a co-fondé en 1962.
En 1959, Vostell a fondé les archives de Vostell. Wolf Vostell collectionnait des photographies, des textes artistiques, des correspondances personnelles avec des compagnons comme Nam June Paik, Joseph Beuys, Dick Higgins, ainsi que d'autres objets, qui documentent le travail des artistes de sa génération. Depuis les années 1990, la bibliothèque privée de Vostell fait partie des archives. Son travail est documenté photographiquement et appartient également aux archives, qui sont conservées au "Museo Vostell Malpartida" depuis 2006.
Vostell est à l'origine d'autres happenings, entre autres le 9-Nein-dé-coll/agen à Wuppertal en 1963, l'happening You à New York en 1964 et d'autres à Berlin, Cologne, Wuppertal et Ulm. En 1963, Wolf Vostell est devenu un pionnier de l'art vidéo avec l'installation 6 TV Dé-coll/age dans la collection du Museo Reina Sofía Madrid ainsi qu'avec la vidéo Sun in your head. En 1965, il participe au happening 24 heures de la Galerie Parnass à Wuppertal. En 1967, il a couvert la guerre du Vietnam dans le cadre de l'événement Miss Vietnam. En 1968, en collaboration avec le compositeur Mauricio Kagel et d'autres, il a fondé Labor e. V., qui devait faire des recherches sur les événements acoustiques et visuels.
Vostell est considéré comme le premier artiste à avoir intégré un téléviseur dans une œuvre d'art. Cet environnement de 1958, composé de trois assemblages, intitulé Das schwarze Zimmer (Vue allemande, projecteur d'Auschwitz 568, Treblinka) fait partie de la collection de la Berlinische Galerie. Les premiers travaux avec les télévisions sont Transmigracion I à III, de 1958, et Elektronischer dé-coll/age Happening Raum, une installation de 1968.
Depuis les années 1950, Wolf Vostell a thématisé l'Holocauste dans de nombreux ouvrages. Wolf Vostell ne voulait pas exprimer par son apparence le fait qu'il était juif, il a plutôt porté ses valeurs vers le monde extérieur et s'est ainsi dressé sans ambiguïté contre le danger de supprimer ou même d'oublier l'extermination des Juifs européens par les nationaux-socialistes allemands. Avec ses boucles de temple, son chapeau de fourrure et son caftan, il correspondait parfaitement à l'image de l'ennemi que la propagande du régime hitlérien avait dépeinte comme un stéréotype antisémite, à l'instar des Juifs d'Europe de l'Est. Il a exagéré cette image en utilisant d'autres attributs, tels que des bagues ostentatoires aux doigts et un cigare tout aussi épais, qui, dans des caricatures calomnieuses de l'époque nazie, avait été symboliquement donné à « l'usurier juif avide d'argent. »

### Premier travail
En 1953, il a d'abord réalisé des œuvres traditionnelles telles que Corée et Massacre de Corée (toutes deux à l'huile sur papier), Crucifixion de guerre II (huile sur toile) ainsi que les aquarelles Le couple, la famille, l'avion et la Crucifixion de guerre. En 1955, il a réalisé un cycle de dessins à l'encre sur l'histoire miraculeuse de Peter Schlemihl.

### 1960s
En 1962, Vostell participe à la manifestation Fluxus : Festival international de musique contemporaine à Wiesbaden et en 1963 au festival Fluxus Festum Fluxorum Fluxus à Düsseldorf. En 1962, il fonde la revue Dé-coll/age - Bulletin d'idées courantes. En 1963, il présente l'œuvre Das schwarze Zimmer (La Chambre noire), installée dans une pièce sombre aux murs peints en noir, à la galerie Parnass. En 1964, Vostell lance le Happening In Ulm, around Ulm et autour d'Ulm - la même année, il participe pour la première fois à la 13e exposition du Deutscher Künstlerbund à Berlin. En 1965, suivent les Happenings Berlin 100 Ereignisse et 1967 Miss Vietnam. Il aborde souvent des thèmes politiques et sociaux.
Entre 1965 et 1969, des expositions, des happenings et des publications sont créés en collaboration avec René Block. En 1968, il crée la sérigraphie B-52 - à la place des bombes. En 1969, en coopération avec la galerie d'art Helmut Rywelski à Cologne, Vostell produit sa première sculpture de voiture en béton, Resting Traffic.

### Berlin et Malpartida de Caceres
En 1970, Vostell s'installe à Berlin. En 1970, il crée Heuschrecken, une œuvre avec 20 moniteurs et une caméra vidéo. Les installations TV-Schuhe et TEK ont été créées la même année. En 1973, il a créé le cycle Mania. Il existe plus de 40 œuvres dans lesquelles Vostell s'est inspiré de photographies tirées de magazines et a collé des objets sur les photographies. En 1973, il crée les montages Auto Fieber und Energie. En 1976 Vostell fonde le Museo Vostell Malpartida à Malpartida de Cáceres. En 1974, il réalise le happening Strawberries à Berlin.
À partir de 1975, il travaille sur des thèmes espagnols tels que les peintures du cycle Extremadura, le cycle El muerto que tiene sed (Le mort qui a soif) de 1976 ou El entierro de la Sardina (L'enterrement de la sardine) de 1985. Dans les années 1980, il produit l'œuvre Les vents, le tableau La bataille d'Anghiari de 1982, une réminiscence du tableau du même nom de Léonard de Vinci Bataille d'Anghiari, le cycle Milonga de 1985 et la Tauromaqie avec une partie BMW de 1988.

### 1990s
À Berlin, il réalise des peintures de grand format comme le Triptyque Berlin de 1990, le cycle Weinende de 1992 et Weinende Hommage à Anne Frank. Sculptures en bronze comme Berlinerin de 1994 en petite édition. Des œuvres graphiques, des sculptures et des assemblages comme l'Arc de Triomphe N°1 de 1993, le Ritz de 1998 et des multiples comme le Berliner Brot de 1995.

## Influence sur l'art

### Dé-coll/age et floutage
Lors d'un séjour à Paris en septembre 1954, Vostell a lu le mot "Décollage" dans un titre du Figaro (traduction allemande : défaire, défaire le collé, séparer). Vostell change alors l'orthographe pour lui-même. À partir de 1954, il nomme son affiche arrachée Dé-coll/age. Plus tard, il transférera le terme Dé-coll/age à ses happenings. Pour Wolf Vostell, le Dé-coll/age devient un principe de design et un concept global de l'art. Ceres de 1960, Coca-Cola, votre candidat, Great Session with Da (toutes les photos datent de 1961), Wochenspiegel Beatles et Livio de 1966 sont des exemples du Dé-coll/agen de Wolf Vostell.
Dans les années 1960, Wolf Vostell travaille avec la technique du flou. Avec un mélange de térébenthine et de tétrachlorure de carbone, les photos des magazines peuvent être brouillées. Le cycle Kleenex de 1962, Kennedy devant Corham de 1964, Goethe aujourd'hui de 1967 et Hommage à Henry Ford et Jaqueline Kennedy de 1967 sont des exemples d'images floues de Wolf Vostell. Il combiné dé-coll/age et flou, comme dans Jayne Mansfield de 1968 et Marilyn Monroe de 1962 ou Hours of fun de 1968.

### Politique
Wolf Vostell traite des événements politiques mondiaux dans son travail artistique depuis les années 1950. Dès 1958, il thématise la Seconde Guerre mondiale et l'Holocauste dans l'œuvre Das schwarze Zimmer (La Chambre noire). La guerre de Corée et la guerre du Vietnam sont également devenues des thèmes à part entière de ses œuvres, tout comme son flou Miss Amérique de 1968. Il a abordé l'assassinat de John F. Kennedy et d'autres événements politiques internationaux dans des peintures et des assemblages.
Wolf Vostell a également thématisé les sujets de politique intérieure de la République fédérale. Les révoltes étudiantes, le miracle économique et la critique du capitalisme sont documentés dans ses œuvres. La guerre froide et la guerre bosniaque sont présentes dans ses œuvres. Wolf Vostell a documenté et traité la chute du mur de Berlin dans plus de 50 ouvrages. Du triptyque de 6 mètres de large du 9 novembre 1989 à des œuvres plus modestes, la chute du mur de Berlin par Wolf Vostell a donné lieu à un nouveau cycle de travaux. Au fil des décennies, une œuvre politique a été créée dans l'œuvre de Wolf Vostell.

### Télévision
Depuis 1958, Wolf Vostell intègre des téléviseurs dans ses œuvres. Les images, assemblages, installations et sculptures de Wolf Vostell sont souvent conçus avec des téléviseurs. La plupart du temps, les postes sont réglés sur le programme normal. De cette manière Wolf Vostell intègre l'actualité et les événements actuels dans ses œuvres.

### Tauromaquia
À partir de 1976, Wolf Vostell voyage régulièrement entre Berlin et Malpartida de Cáceres. Pendant cette période, il réalise dans son atelier espagnol une série de peintures et de dessins sur le thème de la Tauromaquia. Les toiles grand format montrent des taureaux, la plupart saignant et déchirés en lambeaux. Il réalise des assemblages dans lesquels il combine des têtes de taureaux peintes avec des ampoules, des pièces de voitures ou d'autres objets.

### Béton, plomb et or
Depuis le début des années 1960, Wolf Vostell travaille le béton, qui est devenu une sorte de trait distinctif de ses œuvres. Il a créé des sculptures, comme ses sculptures de voiture en béton. Il traite également le liquide de béton comme une couleur pour ses peintures et ses dessins. Il peint également avec du béton liquide, de la peinture acrylique et du charbon de bois. Dans ses peintures et dessins, on peut voir de nombreux blocs de béton dessinés. Le corps humain est souvent reconnu comme une forme concrète anguleuse. Dans les années 1980 et 1990, il a travaillé avec du plomb liquide. Il a versé du plomb liquide sur ses toiles, combinant peinture acrylique, plomb liquide et béton liquide. Wolf Vostell travaille également à la feuille d'or, qu'il applique directement sur la toile.

## Réception
En 1989, l'Art'otel Berlin Kudamm a ouvert ses portes, dont Wolf Vostell a fait son thème et est ainsi devenu une exposition permanente.
En 1990, le triptyque de Vostell du 9 novembre 1989 et les dessins de conception qui l'accompagnent sont exposés pour la première fois dans la partie orientale de Berlin, dans la galerie du Weidendamm, Friedrichstraße 103.
En 1992, la ville de Cologne rend hommage à Vostell en lui consacrant une rétrospective de son œuvre. Ses œuvres sont alors exposées dans six lieux : le musée municipal de Cologne, la Kunsthalle Köln, le Rheinische Landesmuseum Bonn, la Kunsthalle Mannheim, le château Morsbroich à Leverkusen et le Kunstmuseum Mülheim an der Ruhr. Sous la direction artistique de David Vostell, le film documentaire Vostell 60 - Rétrospective 92e [39] a été produit à propos de cette rétrospective.
Depuis 1989, la sculpture en béton de 1969 "Resting Traffic", pour laquelle Vostell a coulé une Opel Kapitän en béton, se trouve sur la réserve centrale du Hohenzollernring à Cologne. D'autres sculptures en béton de voiture sont Concrete Traffic de 1970 à Chicago, dans le Museo Vostell Malpartida VOAEX de 1976 et Two Concrete Cadillacs en forme de Maja nue à Berlin de 1987.

## Parcours
En 1958, il réalise Le théâtre est sur le rue son premier happening européen à Paris, et il produit ses premiers objets avec téléviseurs et composants de voitures. Impressionné par le travail de Karlheinz Stockhausen au Studio d’Electronique de la WDR (Westdeutscher Rundfunk), il crée en 1959 des TV-Dé-coll/ages électroniques. Les œuvres de Wolf Vostell se réfèrent régulièrement, dès la fin des années 1950, à l'histoire du Troisième Reich.
Sa première exposition personnelle a lieu en 1960. En 1962, il participe aux débuts du mouvement Fluxus avec George Maciunas, Nam June Paik, entre autres . Il initie beaucoup d'happenings, entre autres à New York, Berlin, Cologne, Wuppertal et Ulm. En 1963, il participe au Festum Fluxorum Fluxus de Düsseldorf, avec George Maciunas.
En 1963, son installation 6 TV Dé-coll/age est incorporé à la collection du musée Reina Sofía à Madrid, faisant de lui le pionnier de l'installation et de l’art vidéo. Dans son happening Miss Viêt Nam de 1967, il expose ses opinions sur la guerre du Viêt Nam. Son œuvre Miss America datée de 1968 est liée au happening Miss Viêt Nam de 1967. Il a utilisé une photo documentaire d'une exécution au Viêt Nam prise par Eddie Adams et qui avait eu à l'époque un retentissement international. Dans cette œuvre, il y oppose le gros plan de l'exécution d'un prisonnier Vietcong à l'effigie d'une pin-up pour condamner le déversement d'images de nos médias modernes où règne le manque de discernement entre brutalité et banalité.
Wolf Vostell fut le premier artiste qui intégra un téléviseur dans une œuvre d’art. Cette œuvre de 1958, a pour titre La Chambre noire. Elle fait partie de la collection de la Berlinische Galerie, à Berlin. Transmigracion I-III de 1958 ou l'installation Elektronischer dé-coll/age Happening Raum de 1968 sont également réalisées avec des téléviseurs. Wolf Vostell s'inspire de l'actualité : la guerre froide, le mur de Berlin, la guerre du Viêt Nam, la prospérité économique, la montée en puissance des médias de masse. Le montage lui permet cette actualisation permanente de la satire.
En 1992, la ville de Cologne rend hommage à Wolf Vostell avec une rétrospective de sa création artistique. Ses œuvres se répartissent sur 6 lieux : Stadtmuseum Köln, Kunsthalle Köln, Rheinisches Landesmuseum Bonn, Kunsthalle Mannheim, Schloss Morsbroich Leverkusen et Städtisches Museum Mülheim/Ruhr. Le documentaire Vostell 60 – Rückblick 92 est réalisé sous la direction artistique de David Vostell, son fils.
Des sculptures voiture-béton de Wolf Vostell se trouvent à Cologne sur le terre-plein du Hohenzollernring Ruhender Verkehr (1969), à Chicago Concrete Traffic, (1970), à Berlin Zwei Beton Cadillacs in Form der nackten Maja, (1987) et en Espagne dans le Museo Vostell Malpartida VOAEX, (1976).

## Archives Vostell
En 1959, Wolf Vostell crée les Archives Vostell. Avec passion et persévérance, il collectionne photos, textes artistiques, correspondance personnelle avec des compagnons de route comme Nam June Paik, Allan Kaprow et Dick Higgins et bien d’autres, articles de presse, invitations à expositions et événements mais aussi des livres et des catalogues. Tout cela permet de documenter le processus de création de Wolf Vostell et des artistes de sa génération. Sa bibliothèque particulière contient plus de 6 000 volumes et fait partie des archives depuis les années 1990. L’œuvre de Wolf Vostell est documentée par des photos et est une partie des archives. Près de 50 000 documents couvrant quatre décennies forment les archives Vostell. Elles se trouvent depuis 2006, au musée Vostell-Malpartida en Espagne. Elles sont accessibles aux historiens de l’art, journalistes et auteurs.

## Œuvres sélection
- Korea Massaker, 1953
- Zyklus Guadalupe, 1958

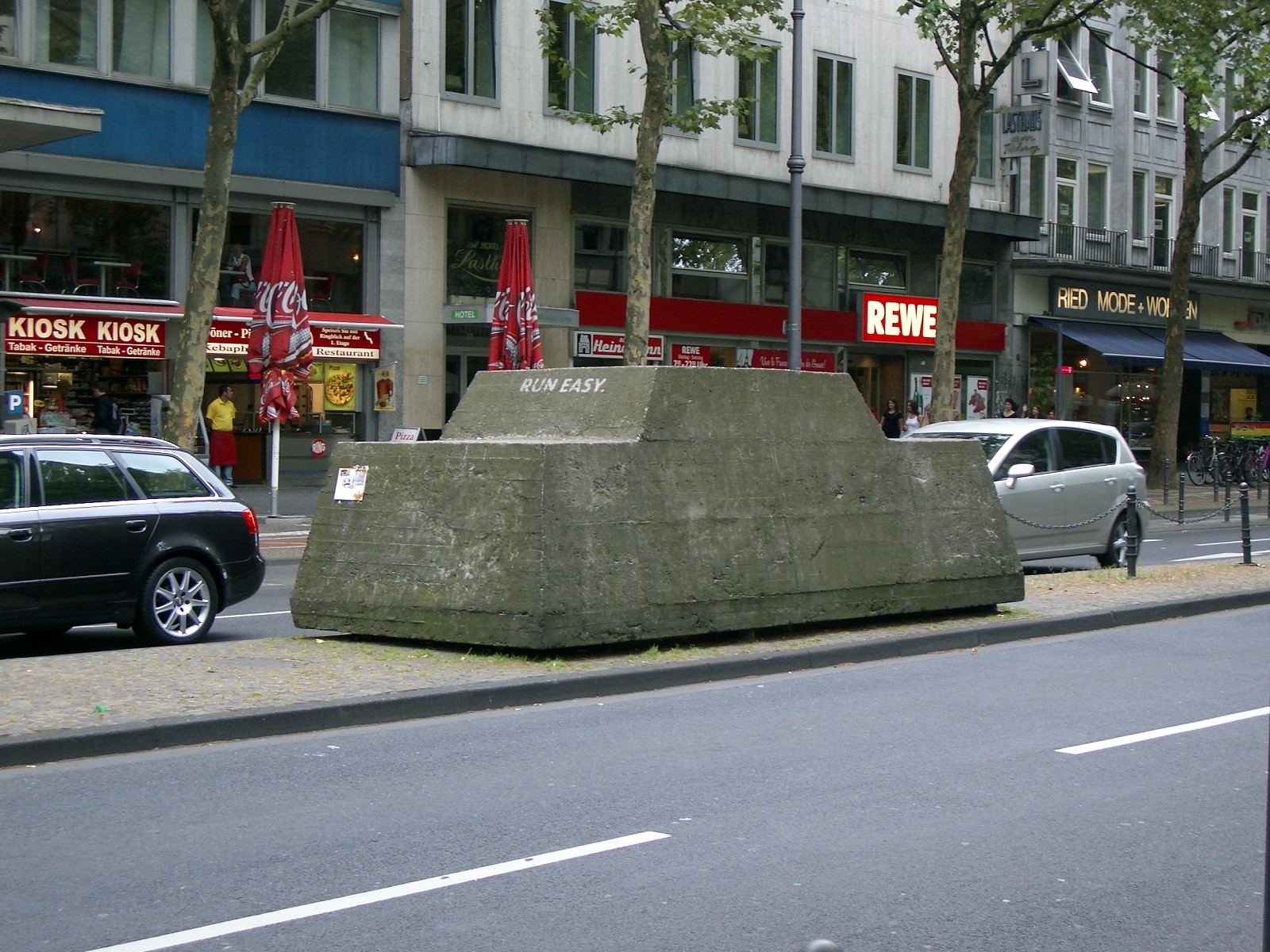
Wolf Vostell, Ruhender Verkehr, 1969, Cologne

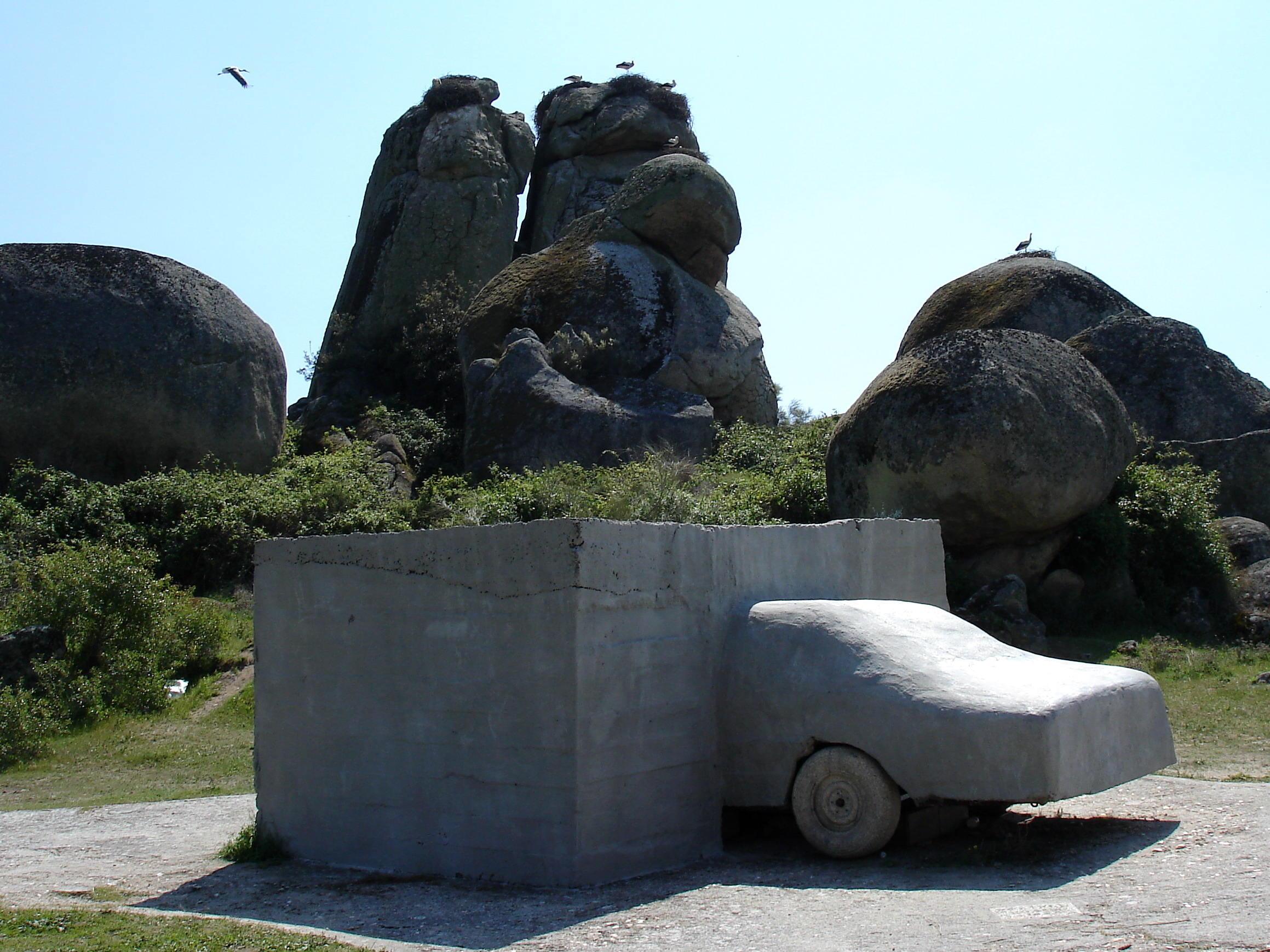
Wolf Vostell, VOAEX, (Viaje de (H)ormigon por la Alta Extremadura), 1976, Museo Vostell Malpartida (Malpartida de Cáceres, Espagne).

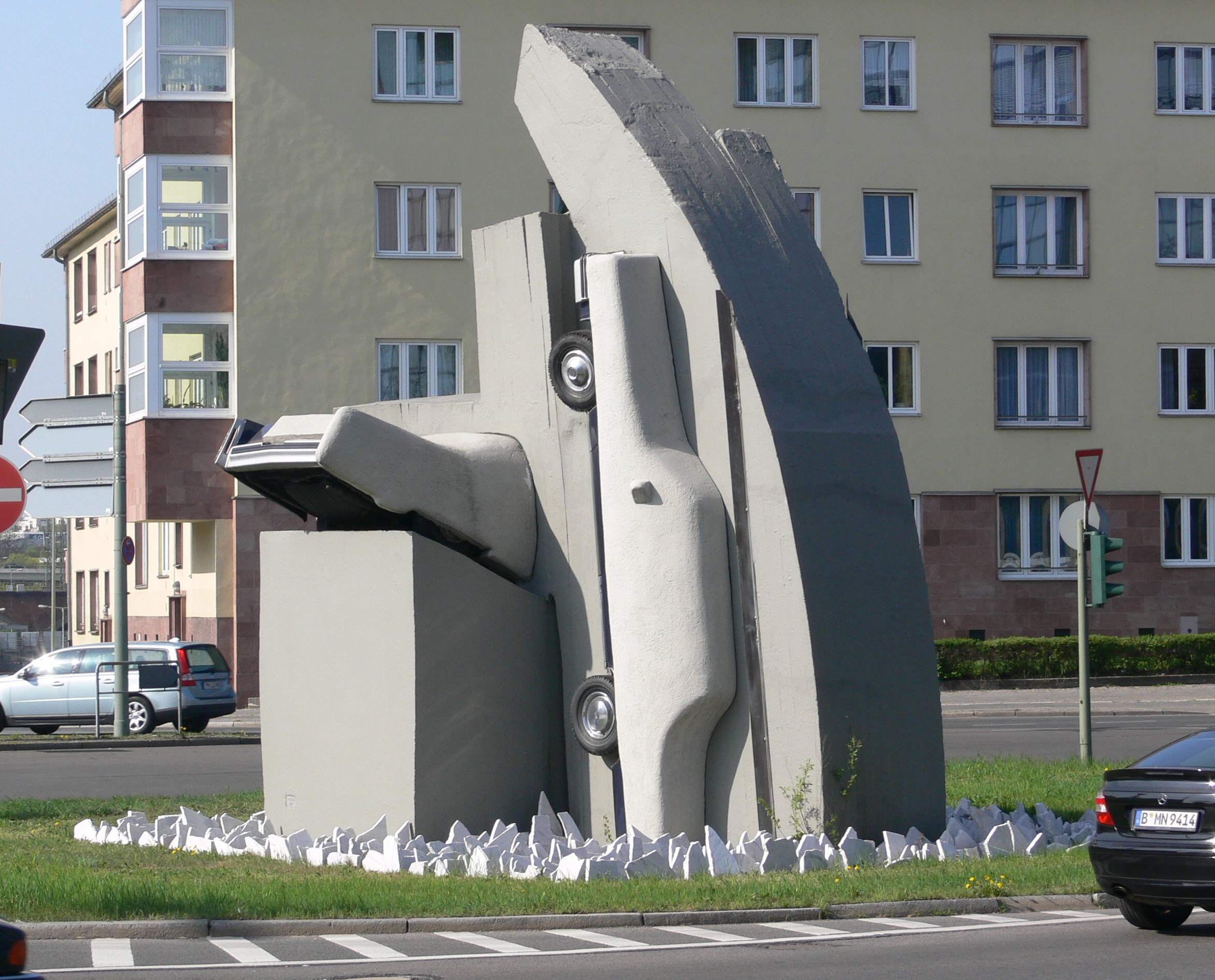
Wolf Vostell, Zwei Beton Cadillacs in Form der nackten Maja, 1987, Berlin, Rathenauplatz.

- Das schwarze Zimmer, 1958, installation, Berlinische Galerie, Berlin
- Transmigracion, I-III[9], 1-3, 1958
- Das Theater ist auf der Straße, 1958, Paris, Happening
- Rue de Buci, 1960, Dé-coll/age
- Ihr Kandidat, 1961, Dé-coll/age, Maison de l'Histoire de la République fédérale d'Allemagne[10]
- Coca-Cola, 1961, Dé-coll/age, musée Ludwig
- Grosse Sitzung mit da, 1961, Dé-coll/age [11]
- Wochenspiegel Beatles, 1961, Dé-coll/age, Saarlandmuseum
- Cityrama, 1961, Happening
- Marilyn Monroe[12], 1962, Dé-coll/age
- Zyklus Kleenex, 1962
- Marilyn Monroe Idolo[13], 1963, Dé-coll/age
- 6 TV Dé-coll/age, 1963, musée Reina Sofía
- Sun in your head, 1963, Video
- You, 1964, installation
- Wir waren so eine Art Museumsstück, 1964, Berlinische Galerie, Berlin
- Goethe Heute, 1967, Sprengel Museum Hannover
- Hommage an Henry Ford und Jaqueline Kennedy, 1967, installation, musée Ludwig
- Elektronischer Dé-coll/age Happening Raum[14], 1968, Neue Nationalgalerie, Berlin
- Hours of fun, 1968, Berlinische Galerie, Berlin
- Miss America[15], 1968, Musée Ludwig
- Jetzt sind die Deutschen wieder Nr.1 in Europa, 1968, Germanisches Nationalmuseum, Bonn
- B-52 - Lippenstift Bomber[16], 1968
- Nürnberg, 1968
- Ruhender Verkehr, 1969, Köln
- Radar Alarm F., 1969
- Heuschrecken, 1970[17], Museum Moderner Kunst Stiftung Ludwig Wien, Vienne
- Concrete Traffic, 1970, Chicago
- Auto-Fieber[18], 1973, Museo Vostell Malpartida
- VOAEX, 1976, Museo Vostell Malpartida[19]
- Die Winde[20], 1981
- Die Steine[21], 1981
- Taxistand, 1983
- Zyklus Beton Tango, 1985
- Zyklus Milonga, 1986
- Mythos Berlin, 1987, Museo Vostell Malpartida
- Zwei Beton Cadillacs in Form der nackten Maja, 1987, Rathenauplatz, Berlin
- La Tortuga, 1988, Marl
- Schule von Athen, 1988, Rheinisches Landesmuseum Bonn
- Tauromaquia mit BMW Teil, 1988
- 9. November 1989 Berlin, 1989
- Zyklus Der Fall der Berliner Mauer, 1989
- Berlin, 1990
- Le Choc, 1990
- Auto-TV-Hochzeit[22], 1991,Zentrum für Kunst und Medientechnologie
- Kafkas Boot[23],1991
- Tauromaquia mit Violine, 1991
- Zyklus Weinende, Hommage a Anne Frank, 1992
- Arc de Triomphe N°1, 1993
- A-Z, 1995, Museo Extremeño e Iberoamericano de Arte Contemporáneo
- Drei Grazien auf dem Weg zum Ende des XX. Jahrhunderts, 1995
- Jesus mit TV Herz, 1996
- Shoah 1492-1945, 1997
- Maja azul I, 1997
- Ritz, 1998